# 용대초등학교 (경북)
용대초등학교는 대한민국 경상북도 예천군에 있었던 공립 초등학교이다.

## 연혁
- 1948년 9월 1일 용문국민학교 대제분교장 설립인가
- 1949년 4월 20일 용남국민학교로 설립인가
- 1953년 5월 19일 용대국민학교로 변경
- 1996년 3월 1일 용대초등학교로 변경
- 1999년 9월 1일 폐교